# Explorer 49
Explorer 49 (também chamado de RAE-B) foi um satélite da NASA de pesquisas em radioastronomia. Foi lançado em 10 de junho de 1973 do Centro de Lançamento de Cabo Canaveral, nos EUA. O Explorer 49 tinha uma antena de quase 230 metros em forma de "X", o que fez dessa uma das maiores já construídas.
Explorer 49 foi a segunda missão da série de satélites RAE (Radio Astronomy Explorer). O satélite foi posicionado em uma órbita lunar para fornecer medições de rádio dos planetas, do sol, a gama de frequências da galáxia, de 25 kHz a 13,1 MHz. O último contato com o satélite foi fito pela NASA em agosto de 1977.
Explorer 49 foi lançado após o término do Projeto Apollo e, apesar de não ter examinado a Lua diretamente, ela tornou-se a última missão estado-unidense lunar até o lançamento da sonda espacial Clementine, em 1994.

## Instrumentos
- Step Frequency Radiometers
- Rapid-Burst Receivers
- Impedance Probe